# Ukrainisches Steppenrind

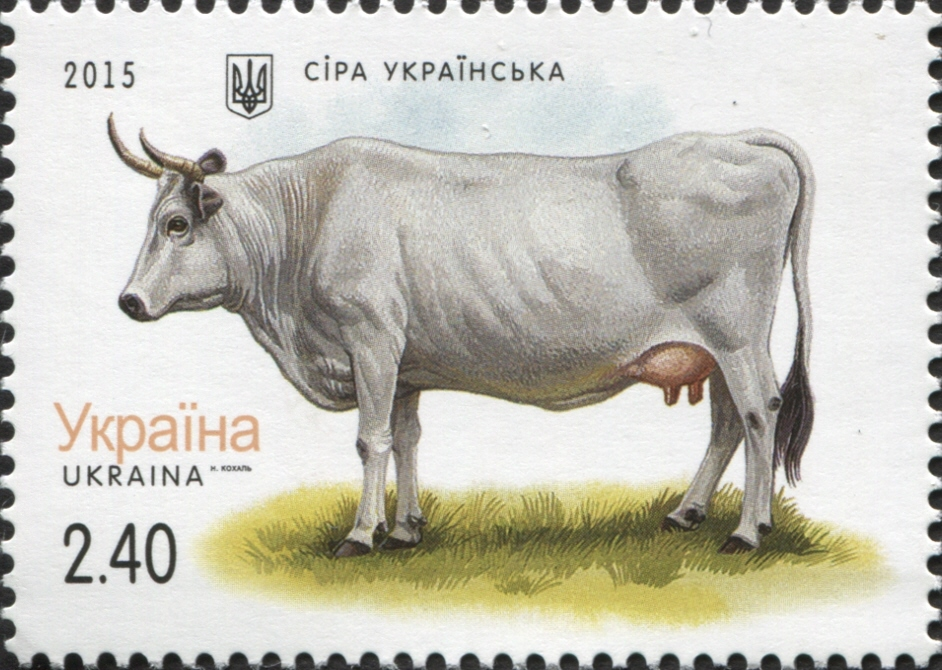
Darstellung auf einer ukrainischen Briefmarke

Das Ukrainische Steppenrind oder Ukrainische Grauvieh (ukrainisch Сіра українська порода, Sira ukrajinska poroda) ist eine Landrinderrasse aus der Ukraine.

## Zuchtgeschichte
Die Rasse ist sehr alt und mit vielen Steppenrinderrassen Südeuropas verwandt. Bis Anfang des 20. Jahrhunderts war sie in der Ukraine weit verbreitet. Im Laufe der folgenden Jahrzehnte wurde diese alte Landrasse von den produktiveren Rassen (Rotes Steppenrind, Fleckvieh, Brown-Swiss) durch Verdrängungskreuzung verdrängt. Heute sind reinrassige Tiere sehr selten.

## Charakteristika
- Farbe grau oder hellgrau, Stiere besitzen dunkleren Hals, Brust und Beine
- Hornspitzen schwarz
- starke Konstitution, Körper groß, hochbeinig und lang
- prominenter Widerrist
- gut entwickelte Muskulatur
- gute Haut- und Fellqualität
- Anpassung an das örtliche Steppenklima
- Härte, Eignung für raue Weidebedingungen
- Futtergenügsamkeit
- Langlebigkeit
- Krankheitsresistenz
- Gewicht Kühe 750 kg, Stiere 1100 kg
- gute Fleischqualität
- Milchleistung 2460 – 2920 kg mit 4,2 – 4,3 % Fett

## Vorkommen
1980 betrug die Anzahl nur noch 1000 Tiere. Geschützte Bestände existieren noch in Poliwanowka in der Oblast Dnipropetrowsk und im Naturschutzgebiet Askanija-Nowa in der Oblast Cherson in der Ukraine.

## Quelle
- https://www.fao.org/3/ah759e/AH759E08.htm